# Dogoni
Dogoni so etnična skupina, ki živi na območju osrednje planote države Mali, južno od reke Niger, blizu mesta Bandiagara v regiji Mopti. Imajo okoli 300.000 etničnih pripadnikov, preživljajo pa se s poljedelstvom. Najbolj so poznani po svoji mitologiji, plesih v maskah, lesenih skulpturah in arhitekturi. Dogonska plemena so bila dolgo odmaknjena od poti evropske civilizacije, tako v trgovskem, religioznem kot kulturnem smislu, koncem 19. stoletja pa je dežela Dogoncev postala najbolj priljubljena turistična točka Malija, zato so se v tem času začele kazati tudi spremembe socialne organiziranosti, materialne kulture in verovanja. 

## Kultura in religija
Dogoni so povečini animisti, ki pa častijo »starodavnega duha« po imenu Nommo z obredi in mitologijo, povezano z zvezdo Sirius. Nekaj procentov populacije je bilo spreobrnjenih v islamsko oziroma v krščansko vero. Tradicionalna patriarhalna družbena ureditev prakticira poligamne poroke (večinoma do 4 žene), kljub temu pa imajo nekateri moški le eno ženo. Družine v širšem smislu (imenovane guinna) tako štejejo do 100 članov, vodi pa jo en moški. Sicer glavno mesto v družini nasledi najstarejši sin, potomec vodje. 
Vaški duhovni vodja je hogon, izberejo pa ga najstarejši moški, ki so vodje velikih družin v vasi. Po svoji izvolitvi mora prestati 6-mesečni rok iniciacije, med katerim se ne sme okopati ali obriti. Oblečen je v bela oblačila in nihče se ga ne sme dotakniti. Zanj skrbi mlado dekle, devica, ki še ni dobila prve menstruacije: pospravlja mu hišo in mu pripravlja hrano. Ponoči se vrne na svoj dom. Tudi po preteku iniciacije mora hogon stanovati sam. Njegove žene ponoči ne smejo biti z njim, ker mu v tem času »sveta kača« Lébé posreduje modrost.

## Mitologija
Osrednji element dogonske kozmogonije in kozmologije je zvezda Sirius, ki jo imenujejo Po Tolo. Ta zvezda naj bi bila seme galaksije Rimska cesta in popek vesolja. Dogoni opisujejo vesolje kot neskončno, vendar izmerljivo, napolnjeno z mnogimi »yalu ulo« (spiralnimi sistemi zvezd), med katerimi eden vsebuje tudi Zemljino Sonce. 
Etnična skupina Bozo, ki meji na ozemlja dogonskega ljudstva, poseduje podobno mitološko izročilo.